# Plan para una Segunda República Argentina
El Plan para una Segunda República Argentina fue un conjunto de reformas políticas, sociales e institucionales elaboradas en el año 1986 por el presidente Raúl Ricardo Alfonsín. Este plan fue anunciado por cadena nacional la noche del 15 de abril de 1986, ante los miembros del Consejo para la Consolidación de la Democracia. Estuvo integrado por varios proyectos ambiciosos enviados al Congreso de la Nación que habrían significado, dada su trascendencia, una refundación institucional del país, viniendo de allí el nombre.
Los proyectos principales contemplaban el traslado de la capital federal a la Patagonia (Proyecto Patagonia), la creación de la Provincia del Río de la Plata que unificaría el Gran Buenos Aires con la Ciudad de Buenos Aires, la reforma de la Constitución Nacional para abandonar el sistema presidencial y adoptar el semiparlamentarismo como forma de gobierno, la provincialización del Territorio Nacional de Tierra del Fuego, reformar el Poder Judicial y realizar una reforma administrativa del Estado.

## Presentación
Durante la noche del 15 de abril de 1986, el presidente Raúl Alfonsín presentó el proyecto a los miembros del Consejo para la Consolidación de la Democracia en una ceremonia transmitida por cadena nacional. La introducción de ese documento decía:

Señores consejeros:
Tengo el honor de presentarles un anteproyecto de ley que traslada la Capital de la República a las márgenes del curso inferior del río Negro, en jurisdicción de las provincias de Río Negro y Buenos Aires. Como lo expongo más adelante, entiendo que hay razones de peso en favor del mismo, y, como es de tal trascendencia para el futuro del país, considero necesario contar con vuestro asesoramiento antes de adoptar la decisión definitiva de enviarlo al Honorable Congreso de la Nación.
Esa decisión debería completarse con la implementación del proyecto de creación de una nueva provincia que incluyera a la ciudad de Buenos Aires.
Asimismo, estas determinaciones deberían encuadrarse en el contexto de la transformación de las estructuras políticas y sociales que han inspirado la convocatoria a este Consejo y que significaría, de llevarse a cabo, la fundación de una nueva República, todo lo cual requeriría simultáneamente algunos estudios específicos a los que más adelante se hace referencia.
Raúl Alfonsín,

## El Plan
Las siguientes medidas se complementaban con las reformas institucionales planteadas por el gobierno de Alfonsín antes de 1986, como el reordenamiento del sistema de salud (Sistema Nacional del Seguro de Salud-Ley 23 661), el proyecto de ley de democratización de los sindicatos, la creación de empresas mixtas para afrontar la crisis financiera de algunas empresas estatales, etc.[cita requerida]
Las principales medidas del plan para la Segunda República eran: 

### Traslado de la capital
Proponía el traslado de la capital federal a la patagonia argentina, creando para ello el Distrito Federal de Viedma - Carmen de Patagones. El proyecto citaba a Leandro Alem y sostenía el crecimiento descontrolado, la centralización política y la concentración económica de Buenos Aires

### Creación de la Provincia del Río de la Plata
Establecía la creación de una provincia que unificase los territorios del Gran Buenos Aires y de la Ciudad de Buenos Aires, argumentando que la alta concentración de habitantes en el conurbano bonaerense en forma radial a Buenos Aires (a la cual supera en habitantes) hacía imprescindible la creación de un ente gubernamental común que aglutine a todo el aglomerado urbano a fin de poder coordinar políticas comunes en toda la zona
El Congreso de la Nación, en 1987, cuando sancionó la Ley 23.512 de Traslado de la Capital de la República, rechazó este proyecto y estableció en el artículo 6.º de dicha ley, la provincialización de la ciudad de Buenos Aires.

### Reforma de la Constitución Nacional
El proyecto original mencionaba la necesidad de analizar una reforma constitucional en los artículos "que se refieren a la forma de hacer más ágil y eficaz el funcionamiento de los diversos poderes del Estado, a facilitar la participación de la población, a promover la descentralización institucional y a mejorar la gestión de la administración". [cita requerida]Más tarde Alfonsín explicitó el deseo de abandonar el sistema presidencial.[cita requerida]

### Reforma estructural del Estado
Planteaba la necesidad de hacer una reforma estructural del Estado, en donde cada área debería tener más autonomía y más participación ciudadana, realizando un control ulterior con severas penas al mal cumplimiento.[cita requerida] En palabras del proyecto:

No hay dignidad sin libertad, y debe pro-penderse a que se dé autonomía a los funcionarios para que cada uno tome decisiones en su propia esfera de acción, sin que aquéllas se diluyan en un sistema de mutuos reenvíos. Pero no hay libertad sin responsabilidad, y el funcionario debe hacerse cargo de las consecuencias de las decisiones que adopta. Ello requiere eliminar una serie de controles previos, que sólo sirven para encubrir con formalismos los posibles errores sustanciales que se cometan; debemos ir a un sistema de revisión ulterior de los actos y decisiones administrativas, con serias sanciones para el mal ejercicio de la libertad que se otorgue a los funcionarios.
Debemos hacer participar a la población, y en especial a los usuarios de los servicios públicos, en el control de la administración. Debemos simplificar los trámites administrativos, eliminando pasos superfluos, reduciendo el expediente y reemplazándolo, en lo posible, por registros computarizados y por encuentros informales entre todos los funcionarios a los que contiene una decisión y los particulares interesados. Desde ya, que esto implica extender a toda la administración el uso de la informática para una más eficaz ejecución y control de la gestión.

### Reforma judicial
Se pretendía lograr una mayor agilidad y eficiencia en los procesos:

La reforma de la administración de justicia debería estar dirigida a hacer más eficaz, más ágil y más accesible a todos los sectores de la población, la trascendente tarea de dirimir judicialmente los conflictos sociales e individuales. Para ello, parece conveniente estudiar la posibilidad de establecer el proceso oral en el orden nacional, sobre todo en el ámbito penal, de modo de favorecer la publicidad, inmediación y rapidez de los procesos. Asimismo, se deberían completar los estudios sobre la reforma del Ministerio Público para constituirlo como un cuerpo unitario que controle en forma orgánica el ejercicio de las acciones judiciales.

## Desenlace
La mayor parte de estos proyectos no pudieron concretarse debido a diversos factores, tales como la derrota de la Unión Cívica Radical en las elecciones legislativas de 1987 y la cerrada oposición del Partido Justicialista a cualquier iniciativa oficial, el poco apoyo de sectores de la propia UCR, las presiones de los grupos económicos que se hubiesen perjudicado con el traslado de la capital, las sublevaciones militares e intentos de golpe de Estado de los carapintadas, la crisis económica de 1989, entre otros.
Algunos de los cambios en cuanto a la descentralización y control del Estado, así como la autonomía de la Ciudad de Buenos Aires, fueron incluidos, parcialmente, en la reforma constitucional de 1994 a cambio del apoyo de la UCR. La provincialización de Tierra del Fuego fue llevada a cabo en 1990.